# 5412 Rou
5412 Rou (1973 SR3) là một tiểu hành tinh vành đai chính được phát hiện ngày 25 tháng 9 năm 1973 bởi L. V. Zhuravleva ở Nauchnyj.